# 戸沢正産
戸沢 正産（とざわ まさただ）は、出羽新庄藩の第6代藩主。

## 生涯
宝暦10年（1760年）6月23日（『寛政重修諸家譜』では宝暦8年（1758年））、第5代藩主・正諶の長男として生まれる。明和2年（1765年）、父の死去により家督を継ぐ。安永4年（1775年）閏12月11日、従五位下、上総介に叙任する。
若年のため、家老の北条六右衛門によって「安永の地押」という倹約を中心とした藩政改革が行なわれた。また、藩校・明倫堂が創設されている。安永9年（1780年）10月3日（名目上は10月7日）、瀬見温泉で入浴中に発病して死去した。享年21（または23）。実子がなく、弟の正良が養子として跡を継いだ。

## 系譜
父母
- 戸沢正諶（父）
- 心涼院 - 側室（母）

正室
- 松平頼恭の娘

養子
- 戸沢正良 - 実弟